# Томаш Сівок
То́маш Сі́вок (чеськ. Tomáš Sivok, * 15 вересня 1983, Пельгржимов) — чеський футболіст, півзахисник турецького клубу «Бурсаспор» та національної збірної Чехії.
Триразовий чемпіон Чехії.

## Клубна кар'єра
Вихованець юнацьких команд футбольних клубів «Каменіце-над-Ліпою» та «Динамо» (Чеські Будейовиці).
У дорослому футболі дебютував 2000 року виступами за команду «Динамо» з міста Чеські Будейовиці, в якій провів два сезони, взявши участь лише в 11 матчах чемпіонату.
Своєю грою за цю команду привернув увагу представників тренерського штабу клубу «Спарта» (Прага), до складу якого приєднався 2002 року. Відіграв за празьку команду наступні п'ять сезонів своєї ігрової кар'єри. 2004 року на нетривалий час повертався до «Динамо» (Чеські Будейовиці) як орендований гравець. За роки виступів у складі празької «Спарти» тричі ставав чемпіоном Чехії.
2007 року уклав контракт з італійським «Удінезе». Провівши у складі команди з Удіне лише півроку, на початку 2008 повернувся на умовах оренди до «Спарти», а ще за півроку, влітку 2008, приєднався до складу турецького «Бешикташа». Протягом наступних семи сезонів відіграв за стамбульську команду понад 150 матчів у національному чемпіонаті.
Влітку 2015 року перейшов до складу «Бурсаспора».

## Виступи за збірні
Протягом 2000—2005 років залучався до складу молодіжної збірної Чехії. На молодіжному рівні зіграв у 14 офіційних матчах, забив 2 голи.
2005 року дебютував в офіційних матчах у складі національної збірної Чехії. Наразі провів у формі головної команди країни 58 матчів, забивши 5 голів. У складі збірної був учасником чемпіонату Європи 2008 року в Австрії та Швейцарії, чемпіонату Європи 2012 року в Польщі і Україні,  а також континентальної першості 2016 року у Франції.

## Титули і досягнення
- Чемпіон Чехії (2):

«Спарта»: 2002–03, 2004–05
- Володар Кубка Чехії (3):

«Спарта»: 2003–04, 2005–06, 2007–08
- Чемпіон Туреччини (1):

«Бешікташ»: 2008–09
- Володар Кубка Туреччини (2):

«Бешікташ»: 2008–09, 2010–11